# Molliens-Dreuil
Molliens-Dreuil är en kommun i departementet Somme i regionen Hauts-de-France i norra Frankrike. Kommunen ligger i kantonen Molliens-Dreuil som tillhör arrondissementet Amiens. År 2022 hade Molliens-Dreuil 924 invånare.

## Befolkningsutveckling
Antalet invånare i kommunen Molliens-Dreuil
| Referens: INSEE |